# Mortal Kombat: Armageddon
Mortal Kombat: Armageddon is het zevende spel in de Mortal Kombat-reeks; het bekende vechtspel waar veel geweld en bloed de hoofdrol speelt. Armageddon verscheen in de VS op 9 oktober 2006 en in Europa op 27 oktober 2006 voor de PlayStation 2. Een versie voor de Xbox kwam uit op 16 oktober 2006. Ten slotte verscheen het spel in Europa op 15 juni 2007 voor de Nintendo Wii.

## Personages
In Mortal Kombat Armageddon zijn alle personages die dan toe in een vechtspel van Mortal Kombat voorkwamen speelbaar, met uitzondering van Khameleon, die alleen speelbaar is in de Wii-versie van het spel. Twee volledig nieuwe karakters zijn toegevoegd, Daegon en Taven Het totaal aantal personages komt daardoor uit op 63. Hieronder een volledige lijst van de personages.
| - Ashrah - Baraka - Blaze - Bo' Rai Cho - Chameleon - Cyrax - Daegon - Dairou - Darrius - Drahmin - Ermac - Frost - Fujin - Goro - Havik - Hotaru | - Hsu Hao - Jade - Jarek - Jax - Johnny Cage - Kabal - Kai - Kano - Kenshi - Khameleon - Kintaro - Kira - Kitana - Kobra - Kung Lao - Li Mei | - Liu Kang - Mavado - Meat - Mileena - Mokap - Moloch - Motaro - Nightwolf - Nitara - Noob Saibot - Onaga - Quan Chi - Raiden - Rain - Reiko - Reptile | - Sareena - Scorpion - Sektor - Shang Tsung - Shao Kahn - Sheeva - Shinnok - Shujinko - Sindel - Smoke - Sonya Blade - Stryker - Sub-Zero - Tanya - Taven |

## Create a Fighter
Een nieuw onderdeel in Mortal kombat Armageddon is het kunnen maken van een eigen personage. Het uiterlijk, de kleding, de vechtstijl; alles kun je zelf maken. Deze editor is zelfs zo uitgebreid dat de speler er bijna elk denkbaar mogelijk personage mee kunt maken. Voor het personage kan worden gekozen tussen de verschillende rassen uit Mortal Kombat, waaronder vampier, Tarkatan en Ninja.

## Motor Kombat
Een ander nieuw spelonderdeel is Motor Kombat. Daarin kiest de speler een van zijn favoriete figuren uit Mortal Kombat uit en racet tegen anderen in een kart. Het is te vergelijken met Mario Kart. Er zijn speciale aanvallen om de tegenstanders van de baan te rammen. Tevens zitten de verschillende race banen vol met dodelijke vallen.

## Create a Fatality
Het maken van een eigen Fatality is ook een nieuw spelonderdeel in Mortal Kombat Armageddon. De speler kan verschillende aanvallen achter elkaar plakken om de meest vreselijke Fatality te maken.

## Konquest
Konquest is terug in Mortal Kombat Armageddon. Er wordt een nieuw personage gespeeld, Taven.

## Ontvangst
| GameRankings                            | Metacritic                  |
| --------------------------------------- | --------------------------- |
| (PS2) 75,33% (Xbox) 77,39% (Wii) 72,49% | (PS2) 75 (Xbox) 77 (Wii) 71 |